# مايكل سوشا
مايكل روبرت سوشا (بالإنجليزية: Michael Robert Socha)‏ هو ممثل بريطاني، ولد في 13 ديسمبر 1987 في المملكة المتحدة.

## أعمال

### أفلام
- (2006) هذه هي إنجلترا[5][6]

### مسلسلات
- كان ياما كان
- كونك إنسان

## وصلات خارجية
- مايكل سوشا على موقع IMDb (الإنجليزية)
- مايكل سوشا على موقع ديسكوغز (الإنجليزية)
- مايكل سوشا على موقع قاعدة بيانات الفيلم (الإنجليزية)